# Albert Cohn (Antiquar)
Albert Cohn (* 21. Februar 1827 in Berlin; † 24. August 1905 ebenda) war ein deutscher Buchhändler, Antiquar und Shakespeare-Forscher.

## Leben
Albert Cohn erhielt 1848 eine Anstellung im Verlag des Buchhändlers Adolf Asher. Er führte nach Ashers Tod 1853 dessen Firma fort und war bis 1870 deren Hauptbesitzer und Leiter, dann bis 1874 deren alleiniger Besitzer. Anschließend gründete er sein eigenes Antiquariat in Berlin, das sich dem Vertrieb literarischer Seltenheiten aller Zeiten und aller Sprachgebiete sowie dem Autographenhandel widmete. Cohns Kataloge waren als bibliographische Hilfsmittel geschätzt.
Als Cohn noch für Asher tätig war, kam er aufgrund der Katalogisierung des für den Verkauf freigegebenen Bücherbesitzes von Ludwig Tieck erstmals in Berührung mit dem Thema Shakespeare. Auf den Hinweis Tiecks, dass der Einfluss englischer Theaterschauspieler auf die deutsche Bühne nicht hinreichend erforscht sei, wandte sich Cohn dieser Thematik zu und verfasste dazu das Werk Shakespeare in Germany in the sixteenth and seventeenth centuries (1865), das auch in Großbritannien Aufmerksamkeit erregte. Ferner schrieb er Beiträge zum Jahrbuch der Deutschen Shakespeare-Gesellschaft, insbesondere von 1864 bis 1900 dessen Shakespeare-Bibliographie.

## Veröffentlichungen
- Shakespeare in Germany in the sixteenth and seventeenth cernturies. London, Berlin 1865.